# 富國國際機場
富國国际機場（越南语：／*/?）是越南堅江省富國島的國際機場。機場主要服務來此島美丽海灘的旅客。机场跑道长3,000米宽45米，每年能處理七百萬乘客。2005年越南總理潘文凱通過總體預案，完成後此機場成為全越南最大的機場之一，接替原有的富国机场。機場於2012年11月竣工，每年處理約250萬人次，最大容量是每年700萬人次，預計日後開辦的國際目的地會有：西哈努克，新加坡。該機場在2012年12月2日投入服務。

## 機場資料
- 基本資料開始建築時間：2008年11月24日
- 第一期完成時間：2012年底
- 面積：9 平方公里
- 總投資資金：0.8億美元

## 飛行航線

### 國內線
| 航空公司     | 目的地                     |
| ------------ | -------------------------- |
| 湄公航空     | 河內、胡志明市             |
| 越南國家航空 | 河內、胡志明市、芹苴、迪石 |
| 越捷航空     | 胡志明市                   |
| 越竹航空     | 河內、峴港、胡志明市.      |
| 越旅航空     | 胡志明市                   |

### 國際線
| 航空公司     | 目的地                                                       |
| ------------ | ------------------------------------------------------------ |
| 越捷航空     | 首爾-仁川、香港、台北-桃園、高雄、台中、務安、釜山、阿斯塔納 |
| 越南航空     | 上海-浦東                                                    |
| 越旅航空     | 台北-桃園                                                    |
| 越竹航空     | 台北-桃園、高雄（包機）                                      |
| 亞洲航空     | 吉隆坡                                                       |
| 泰國越捷航空 | 曼谷-蘇凡納布                                                |
| 泰國亞洲航空 | 曼谷-廊曼                                                    |
| 酷航         | 新加坡                                                       |
| 香港快運航空 | 香港                                                         |
| 大灣區航空   | 香港（2025年7月16日開辦）                                    |
| 中国东方航空 | 北京-大興（包機）、西安（包機）                              |
| 星宇航空     | 台北-桃園、台中                                              |
| 台灣虎航     | 台北-桃園 、高雄                                             |
| 濟州航空     | 首爾-仁川                                                    |
| 大韓航空     | 首爾-仁川                                                    |
| 真航空       | 首爾-仁川                                                    |
| 易斯達航空   | 首爾-仁川、清州                                              |
| 阿斯塔纳航空 | 阿拉木圖、阿斯塔納                                           |
| SCAT航空     | 阿拉木圖、阿斯塔納                                           |
| 烏茲別克航空 | 塔什干                                                       |

## 外部連結
- 富國國際機場官方網站
- 富国岛的酒店 （页面存档备份，存于）（英文）
- 越南機場有限公司官方網站
- 富國國際機場的建設即將開始 （页面存档备份，存于）